# أوسكار فلمنج
أوسكار فلمنج هو سياسي كندي، ولد في 17 مارس 1862.